# Venturia alnea
Venturia alnea är en svampart som tillhör divisionen sporsäcksvampar, och som först beskrevs av Fr., och fick sitt nu gällande namn av Emil Müller. Venturia alnea ingår i släktet Venturia, och familjen Venturiaceae. Arten är reproducerande i Sverige.